# Sunn O)))
Sunn O))) (вимовляється як «sun») — американський дрон-метал-гурт, створений у 1998 році в Сіетлі, штат Вашингтон. Гурт відомий характерним візуальним стилем і повільним важким звуком, який поєднує різні жанри, включаючи дум-метал, дрон, блек-метал, дарк-ембіент і нойз-рок, а також своїми надзвичайно гучними живими виступами.
Основними учасниками гурту є Стівен О'Меллі (також з Khanate і Burning Witch) і Грег Андерсон (з Goatsnake і Engine Kid).

## Історія
Гурт Sunn O))) названо на честь бренду підсилювачів Sunn, логотип якого містить коло поруч із банером «sunn» із хвилями, що йдуть праворуч. В інтерв’ю Стівен О’Меллі стверджував, що назва гурту також була обрана як відтворення назви Earth, гурту, який у 1990-х вважався піонером дрон-металу. До того, як учасники гурту переїхали до Лос-Анджелеса, вони деякий час використовували назву Mars.
Стиль гурту характеризується повільними темпами, спотвореними гітарами, відсутністю ритму та мелодії та альтернативним строєм. Гітари вирізняються своїм низьким регістром, часто використовуючи налаштування аж до ля. Крім того, гурт відомий використанням резонансного зворотного зв'язку для створення монолітних звукових ландшафтів і моторошної атмосфери. Перкусія використовується рідко, і в музиці відсутній будь-який помітний ритм. Під час виступів наживо музиканти вдягають мантії, наповнюють повітря туманом і грають на великій гучності.
Гурт випускає більшу частину своєї музики через заснований у 1998 році лейбл Southern Lord Records. Однак гурт спочатку випустив ØØ Void (свій другий альбом) на кількох лейблах, включаючи Rise Above Records, Hydra Head Records і Dirter Productions (які випустили його як подвійний альбом на вінілі). Крім того, оригінальне видання демо The Grimmrobe Demos вийшло на Hydra Head Records. Пізніше його перевидали як подвійну платівку, створену Outlaw Recordings і нарешті перевидану Southern Lord у 2004 році.

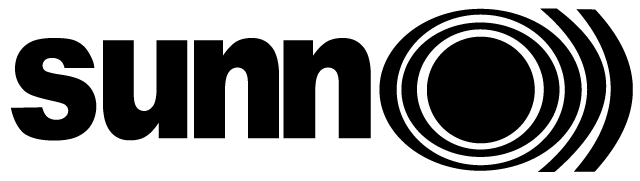
Логотип, який використовує гурт, також є логотипом марки підсилювачів Sunn. Стівен О'Меллі заявив, що гурт отримав ліцензію на використання логотипу від Fender, материнської компанії Sunn.

У 2008 році Sunn O))) випустили концертний альбом під назвою Dømkirke, а також оголосили про мінітур із чотирьох концертів на честь 10-річчя гурту, який збігся з випуском The Grimmrobe Demos.
17 грудня 2009 року пісня «Hunting & Gathering (Cydonia)» з компакт-диску Monoliths & Dimensions була названа Джейсоном Еллісом найважчою піснею всіх часів у «Шоу Джейсона Елліса» на Sirius/XM. Потім 12 січня 2010 року Грег Андерсон з'явився на «Шоу Джейсона Елліса». Уродженець Угорщини Attila Csihar (Mayhem) виступає наживо з гуртом як основний вокаліст з 2003 року.
У лютому 2014 року Sunn O))) випустили спільний альбом з Ulver під назвою Terrestrials. У жовтні 2014 року гурт випустив альбом Soused у співпраці зі співаком і автором пісень Скоттом Вокером. У листопаді 2015 року Sunn O))) представили чотириденну програму на фестивалі Le Guess Who? в Утрехті, Нідерланди, включаючи Аннетт Пікок, Magma, Джулією Холтер і The Crazy World of Arthur Brown.
Гурт працював з продюсером Стівом Альбіні над двома альбомами, Life Metal і Pyroclasts.

## Музичний стиль
Музичний стиль Sunn O))) описують як дрон-метал, дум-метал, експериментальний метал, блек-метал, нойз-рок і дарк-ембієнт. Sunn O))) експериментує з різними стилями та звуками, виходячи за межі переважно гітарного та басового стилю The Grimmrobe Demos та ØØ Void. В альбомах White1 і White2 гурт помітно розширив концептуалізацію, запросивши кількох музикантів, в результаті чого з'явилося все — від тихих медитативних ембієнтних звуків («A Shaving of the Horn that Speared You» з White1) до химерного басового експериментального треку («bassAliens» з White2 ). Black One продовжив рух в цьому напрямку, використовуючи набагато більше електроніки, синтезаторів та інших інструментів, ніж попередній матеріал Sunn O))), але все ще знаменуючи значне повернення до свого традиційного звучання.

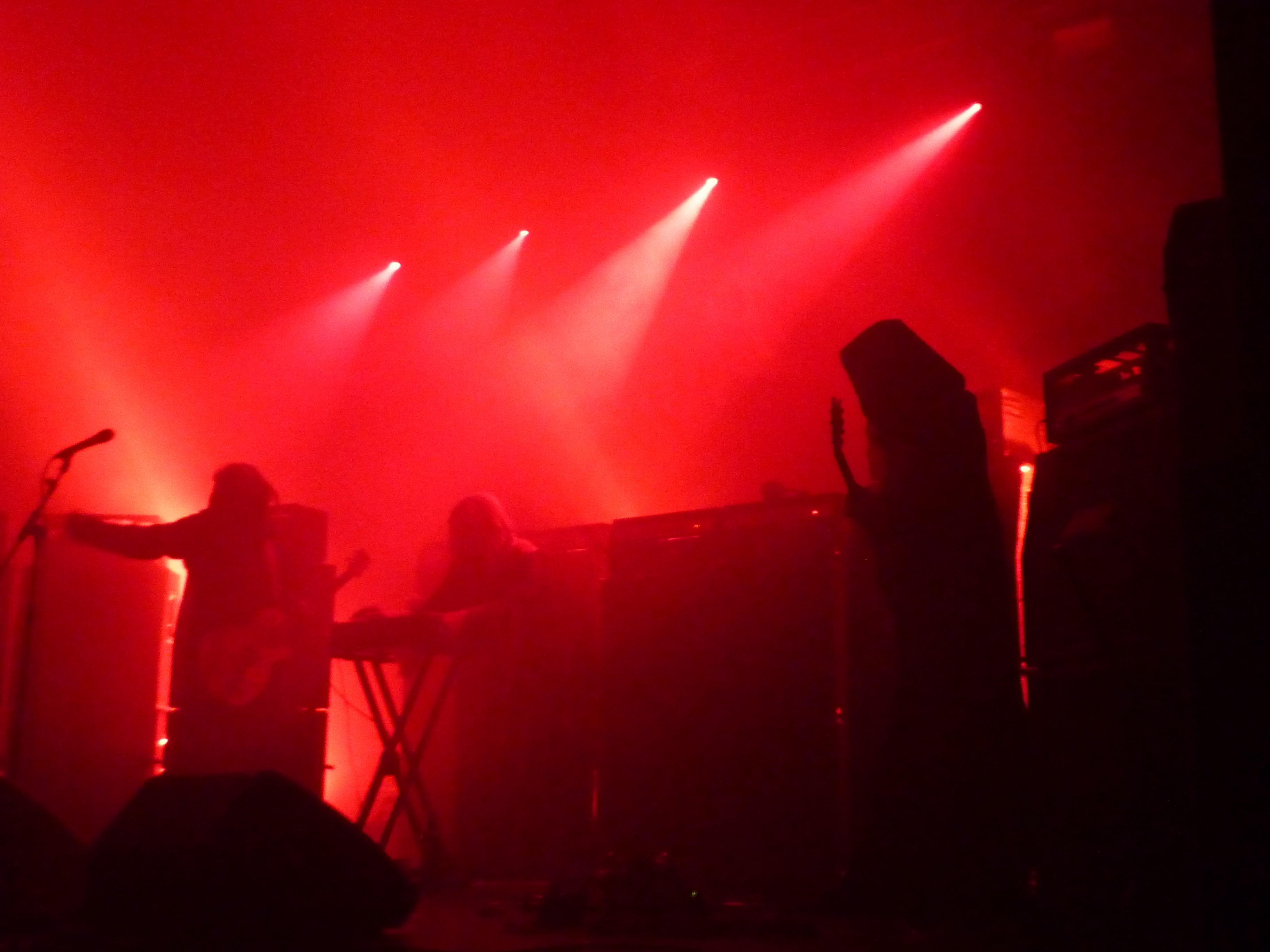
Sunn O))) на сцені Ritz в Манчестері, 11 червня 2012 року

Sunn O))) вважаються лідерами жанру, в тому числі і за версією журналу The New York Times від 28 травня 2006 року, коли про гурт писав Джон Рей у статті під назвою «Heady Metal». Sunn O))) також з'явилися в серпневому номері журналу Q за 2007 рік («гучний випуск»), в той час як альбом White1 обрали 18-м найгучнішим альбомом усіх часів, трохи вище Back in Black гурту AC/DC і нижче альбому Джимі Гендрікса Are You Experienced?.

## Дискографія

### Студійні альбоми
- ØØ Void (2000)
- Flight of the Behemoth (2002)
- White1 (2003)
- White2 (2004)
- Black One (2005)
- Monoliths & Dimensions (2009)
- Kannon (2015)
- Life Metal (2019)
- Pyroclasts (2019)

### Спільні альбоми
- Altar (з Boris) (2006)
- Terrestrials (з Ulver) (2014)
- Soused (зі Скоттом Вокером) (2014)